# ألان هايد
ألان هايد (بالدنماركية: Allan Hyde)‏ هو مغني ومخرج وممثل دانمركي، ولد في 20 ديسمبر 1989 بكوبنهاغن في الدنمارك.

## أعمال

### أفلام
- (2006) هاي سكول ميوزيكال

### مسلسلات
- بلا قلب

## وصلات خارجية
- ألان هايد على موقع IMDb (الإنجليزية)
- ألان هايد على موقع ألو سيني (الفرنسية)
- ألان هايد على موقع ميوزك برينز (الإنجليزية)
- ألان هايد على موقع قاعدة بيانات الفيلم (الإنجليزية)
- ألان هايد على موقع كينوبويسك (الروسية)